# Suiseki

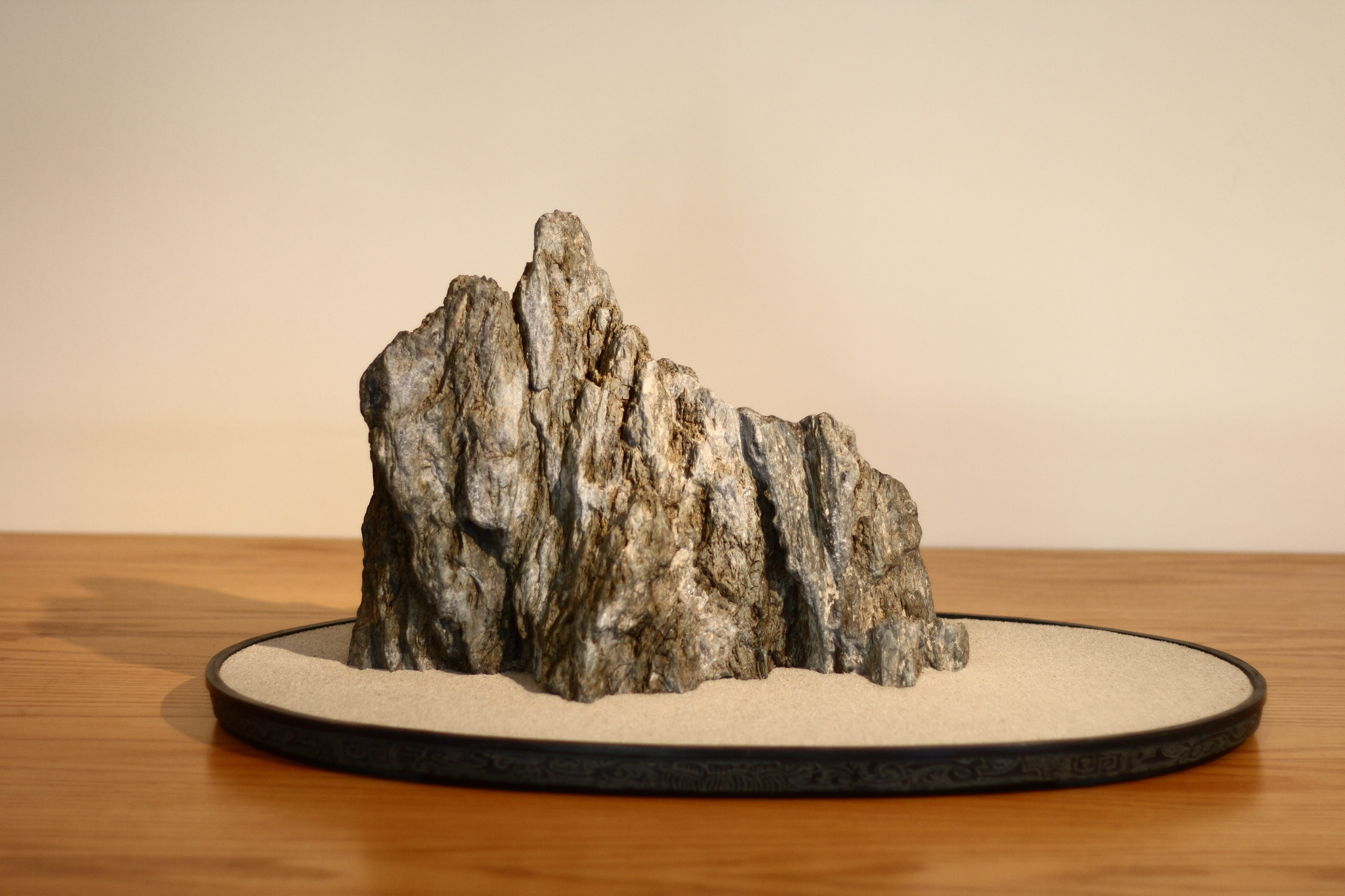
Suiseki in der Sammlung des National Bonsai and Penjing Museum, Washington, D.C.

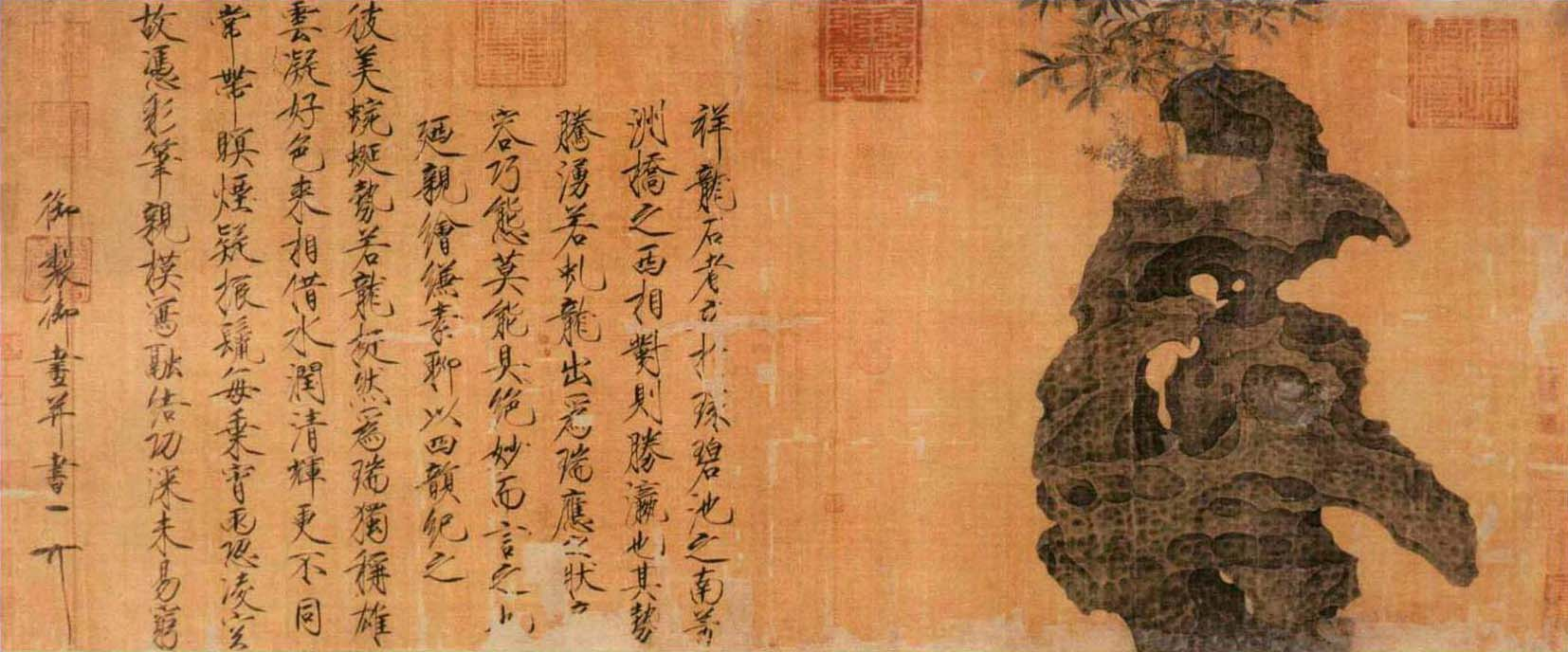
Kaiser Huizong: Ode an den Gelehrtenstein

Suiseki (jap. 水石, Kompositum in sinojapanischer Aussprache aus den Schriftzeichen 水 für „Wasser“ und 石 für „Stein“) ist die Kunst, in der Natur vorgefundene Steine in meditativ ansprechender Weise zu präsentieren. Geläufig ist ebenfalls die Bezeichnung als chinesischer Gelehrtenstein (chinesisch 供石, Pinyin gōngshí, englisch Scholar’s Rock).

## Hintergrund
Vor etwa 2000 Jahren begannen die Chinesen, Gelehrtensteine in der hohen Beamtenschaft und in Künstlerzirkeln gemeinsam mit Kalligraphien und Bildern auszustellen, weshalb Suiseki eigentlich ein Aspekt der chinesischen Kunst ist. Ab dem 6. Jahrhundert übernahmen die Koreaner und Japaner die Suiseki-Kunst. Kleinere Gelehrtensteine befinden sich meistens in Innenräumen, größere Steine nehmen besonders in der chinesischen Gartenkunst eine zentrale Rolle ein.
Suiseki werden in der Regel auf zwei verschiedene Weisen präsentiert:
1. Der Stein wird mit einem Holzsockel (Daiza) versehen.
2. Der Stein wird auf ein wasserdichtes Tablett oder in eine Schale aus Keramik (Suiban) oder Bronze (Doban) gelegt.

Bei diesen Steinen handelt es sich nicht um irgendwelche Steine, es müssen ausdrucksstarke Steine mit besonderer Form, Farbe und Textur sein. Man unterscheidet zwischen Landschafts- und Objektsteinen. Erstere spiegeln Landschaften wie Berge, Seen oder Flüsse wider, während Objektsteine Formen besitzen, die an Tiere oder Skulpturen erinnern.
Die Steine sind natürlichen Ursprungs und werden in Flüssen, Meeren sowie Karstgebieten gefunden. Sie dürfen vom Menschen nicht formgebend bearbeitet werden. Eine Ausnahme hierbei bildet das Schneiden von Steinen, um dadurch den zu repräsentierenden Teil vom Rest des Steines zu trennen oder um eine plane Grundfläche für eine ansprechendere Präsentation zu schaffen. 

## Klassifikation
Man verwendet viele Ausdrücke in Zusammenhang mit Suiseki oder bei der Steinbetrachtung. Die am häufigsten verwendete Gliederung und Namensgebung der Objekte stammen ursprünglich aus Japan und sie werden auch bei den Suiseki-Sammlern und den internationalen Suiseki-Vereinen verwendet. 
Nach Formen
Steine, die eine Miniatur einer Landschaft darstellen wie einzelne markante Berge, Bergketten, Bergspitze, Zweibergspitzen, Dreibergspitzen, zerklüftete Berge, Berg mit Schneedecke, Schlucht mit Wasserfall, trockenes Wasserfallbett, Bergbach, Berg, Plateau, Inseln, Küsten, Wasserbecken, Berghöhlen, Täler, Gletscher oder Schluchten.
Steine, die eine Miniatur von bestimmten Objekten darstellen wie Häuser, Hütten, Schiffe, diverse Tiere, Insekten, Fische oder Menschen.
Nach Fundort
Berühmte Fundorte für Sammler sind in Japan, in den Vereinigten Staaten und Italien.
- In Japan sind folgende Orte bei Sammlern beliebt: der Fluss Kamo, die Berge von Mie, die Flüsse von Hokkaidō, die Berge von Niigata, die Flüsse von Gifu, die Flüsse von Tottori, die Berge von Wakayama und die Berge von Shizuoka.
- In den USA sind die Mojave-Wüste und im Gebiet von Murphys in Kalifornien begehrte Plätze bei Sammlern.
- In Italien suchen Sammler gern in den Dolomiten und in den Ligurischen Alpen nach besonderen Steinen.

Nach der Oberfläche und der darauf dargestellten Form
Beispiele sind: abstrakte Zeichen, Darstellungen von Landschaften, Bäume oder Teile davon, Wälder, Bambus, unterschiedliche Gräser, Blumen (in Japan hochgeschätzt werden Darstellung von Chrysanthemen, weil sie als Symbol der Unsterblichkeit und Vollkommenheit gelten), Kirschblüte, Wildrosen, Sterne, Sonne, Mond, Regen, Schneefall oder Blitze.

## Deutschland
Die einzige Ausstellung von Suiseki-Steinen in Deutschland ist die seit 2018 im Kulturviereck in Haßloch eröffnete Richard Sang Collection, in der 70 Steine der 130 Suiseki umfassenden Sammlung des namensgebenden Nachlassspenders gezeigt werden.